# Saalach
Saalach je řeka v Rakousku a Německu, jedná se o největší přítok Salzachu. Řeka pramení v Kitzbühelských Alpách (vytéká z Torsee) a teče k východu, u Maishofenu se stáčí k severu a tvoří hranici mezi Kitzbühelskými Alpami a Dientener Berge. Pod Saalfeldenem odděluje Steinberge od Berchtesgadenských Alp a pod Loferem Chiemgauské Alpy od Berchtesgadenských. Právě pod Loferem protéká Saalach divokou soutěskou Loferschlucht. U Steinpassu vtéká do Německa. Nad Bad Reichenhallem je na řece vodní nádrž Saalachsee. Pod Salcburkem se vlévá do Salzachu. Celková délka Saalachu je 103 km.